# نونان (داکوتای شمالی)
نونان(به انگلیسی: Noonan) شهری در ایالت داکوتای شمالی کشور ایالات متحده آمریکا است که جمعیت آن در سرشماری سال ۲۰۱۰ میلادی، ۱۲۱ نفر بوده‌است.